# Boris Jakowlewitsch Eifman

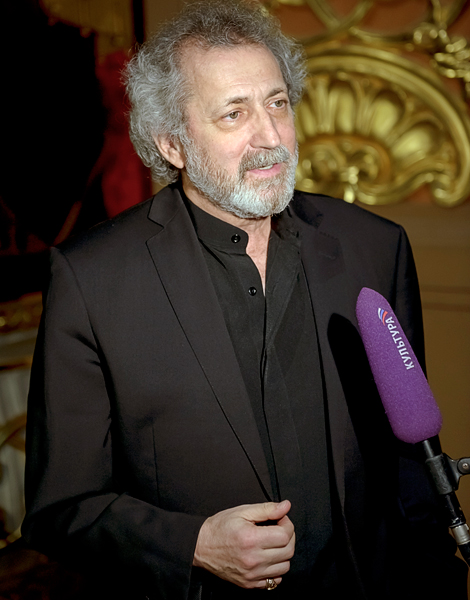
Boris Eifman

Boris Jakowlewitsch Eifman (russisch Борис Яковлевич Эйфман; * 22. Juli 1946 in Rubzowsk) ist ein Choreograph und Intendant eines nach ihm benannten Balletts in Sankt Petersburg.

## Leben
Er studierte an der Musikhochschule in Chișinău und danach am Leningrader Staatlichen Rimski-Korsakow-Konservatorium. 1977 gründete er das Leningrader Neue Ballett (das heutige St. Petersburger Staatlich-Akademische Ballett Theater).
Eifman wurde u. a. ausgezeichnet als Volkskünstler Russlands, mit der Goldenen Maske, mit Ordre des Arts et des Lettres und mit dem Orden der Ehre.
Heute inszeniert er mit dem Eifman Ballet St. Petersburg, das weltweite Gastspiele unternimmt.

## Werke
- Die Brüder Karamasow (Essen 2002)
- Rodin (2011)
- Onegin (2009)
- Anna Karenina (2005)
- Red Giselle
- Tschaikowski: Pro et Contra (2016)

## Dokumentarfilm
- Boris Eifman. Dokumentarfilm von Andreas Morell, 52 min, 2008. Fernseh-Erstausstrahlung im ZDF.